# Beyond Fordlândia
Beyond Fordlândia, ou Muito além da Fordlândia, é um filme documentário brasileiro e estadunidense em longa-metragem, com cerca de 1 hora e 15 minutos de duração. O filme foi escrito, dirigido e produzido pelo professor e pesquisador Marcos Colón, e conta com narração em inglês de David Hildner, fotografia de Bruno Erlan, e Marcos Colón, edição de Diego Farias, Bruno Erlan, e Marcos Colón, e música original de Diego Farias. O documentário aborda o legado da experiência do modelo fordista, e da exploração de seringueiras na Amazônia. Através de uma série de depoimentos e imagens de arquivo, Marcos Colón faz uma ligação entre o passado da borracha e o presente da monocultura de soja. Sua principal crítica está nos impactos dessas atividades na sociedade, na cultura e no meio ambiente da região do planalto de Santarém, no Pará.
Marcos Colón defende que este ocorre em Fordlândia um exemplo contínuo de "violência lenta". Esse processo acontece diante de nossos olhos, mas não vemos seus resultados imediatamente. Esse processo demora vários anos, atinge o meio ambiente, a cultura local, o ser humano, e continua. Como é fato as marcas deixadas pela instalação da fábrica de borracha por Henry Ford nas margens do rio Tapajós, e hoje podemos ver o prosseguimento com a chegada da monocultura da soja na região.
Com cerca de um ano de exibições em festivais e debates, o documentário recebeu diversos prêmios, e foi tema de discussão em uma série de renomadas instituições de pesquisa pelo mundo.

## Sinopse
O documentário Beyond Fordlândia é um relato ambiental que discute o fracasso de Henry Ford na tentativa de domar um pedaço da Amazônia há mais de 90 anos atrás. Na época, em 1927, o empresário estabeleceu com a ajuda do governo do estado do Pará, uma fábrica de borracha, e moradias para os trabalhadores no meio da floresta. Ao longo dos anos, a sucursal da Ford Motor Company tentou estabelecer plantações de borracha nas margens do rio Tapajós, um dos principais afluentes do rio Amazonas. Entretanto, o sistema de produção e exploração da borracha estavam alheios à realidade da natureza e à cultura local. Durante esse caminho, o empreendimento enfrentou diversos problemas como pragas nas plantações, doenças na população, e greves dos funcionários. O filme mostra como o empreendimento em uma região remota da Amazônia abriu feridas, e deu caminho para a monocultura de soja, e o avanço do agronegócio na região da maior floresta tropical do mundo.

## Argumento e roteiro
A Amazônia é a página do gênesis que ainda está para ser escrita. Assim foi vislumbrada, entre diversas obras e autores, por Euclides da Cunha e Alberto Rangel – que também cunhou o apelido Inferno Verde. No cenário exuberante e caótico da maior floresta tropical do mundo, há um ator agonizante: o homem. Centrado nas tensões políticas, econômicas, culturais e ambientais e seus impactos na sociedade e na vida locais no seio da Amazônia, Beyond Fordlândia faz uma ligação entre o passado da borracha e o presente da monocultura de soja como atividade de alta relevância econômica na região do planalto de Santarém, no Pará.
O espectador é transportado para o ano de 1928 através de depoimentos, memórias e imagens de arquivo da própria Ford. Com o aval do governo brasileiro, o milionário Henry Ford executou seu projeto mais ambicioso: plantar uma vasta quantidade de seringueiras na Amazônia para garantir autossuficiência de látex, necessário para os pneus dos automóveis. Os Estados Unidos enfrentavam a formação de um cenário de monopólio de borracha comandado pela coroa inglesa. Afinal, na época, o produto inglês havia invadido o mercado mundial e atirado ao fundo do poço a pujança e o luxo do ciclo amazônico da borracha.
O ambicioso projeto de Ford, cuja tarefa consistia numa cadeia de seringueiras na Amazônia, habitat natural da espécie, foi instalado na localidade que rapidamente recebeu o nome de Fordlândia, hoje distrito do município de Aveiro, no Pará, às margens do rio Tapajós. Estima-se que cerca de 1 milhão de hectares de floresta foram derrubados, a maior parte da área destinada ao plantio e os 20% restantes para a construção de uma cidade propriamente dita, com escolas, hospitais, armazéns, vilas residenciais, ruas, praças e toda a estrutura. O professor e escritor Greg Grandin, integrante do elenco, explorou a conturbada trajetória da cidade e destaca um objetivo um pouco mais abstrato do que a autossuficiência em látex: “ele estava tentando alcançar e conquistar algo maior do que a Amazônia. Queria impor lógica ao modo de produção capitalista”, diz o pesquisador.
A narrativa do filme avança com depoimentos do jornalista Lúcio Flávio Pinto, único brasileiro na lista da ONG Repórteres sem Fronteiras com os 100 repórteres mais influentes do mundo, que destaca que o ciclo da borracha ainda é uma memória viciosa, que lembra dos tempos de suntuosidade e ofusca a fragilidade de um ciclo econômico que se repete agora nos modelos do minério e da soja. Belterra, a segunda cidade fundada pelas companhias de Ford na floresta, foi o laboratório de experimentos com a soja. O empresário pretendia utilizar derivados do grão em maquinários diversos e determinou o desenvolvimento de pesquisas e projetos com este fim.
A falência da iniciativa fordista na Amazônia veio com fracassos acumulados por 18 anos. As seringueiras, protegidas em seu habitat natural pela diversidade animal e vegetal da floresta, foram vítimas indefesas para os fungos quando plantadas em série, juntas umas das outras. A soja, porém, estabeleceu-se com uma vigorosa e irrefreável velocidade. O professor Marcus Barros, ex-diretor do Ibama, conta que o impacto da produção de soja na fauna, nas comunidades tradicionais e na saúde pública é grave, e faz um apelo para que “não deixemos a soja avançar por cima de mais uma árvore sequer dentro da Amazônia”, em entrevista.
Com um elenco que inclui representantes e líderes indígenas, representantes de povos tradicionais quilombolas, poetas, professores, pesquisadores, jornalistas, agentes de saúde e produtores de soja. Beyond Fordlândia investiga as raízes do fenômeno da soja que hoje compromete a memória, o presente e o futuro da floresta e dos povos amazônicos.
O filme é resultado da tese de doutorado do diretor Marcos Colón, que estuda a representação da Amazônia na literatura brasileira do século XX. Ele integra o Departamento de Português e Espanhol da Universidade de Wisconsin-Madison, nos Estados Unidos. Na época do lançamento do filme, a tese ainda estava em desenvolvimento, tendo sido defendida em 2019.

### O Caminho para Fordlândia

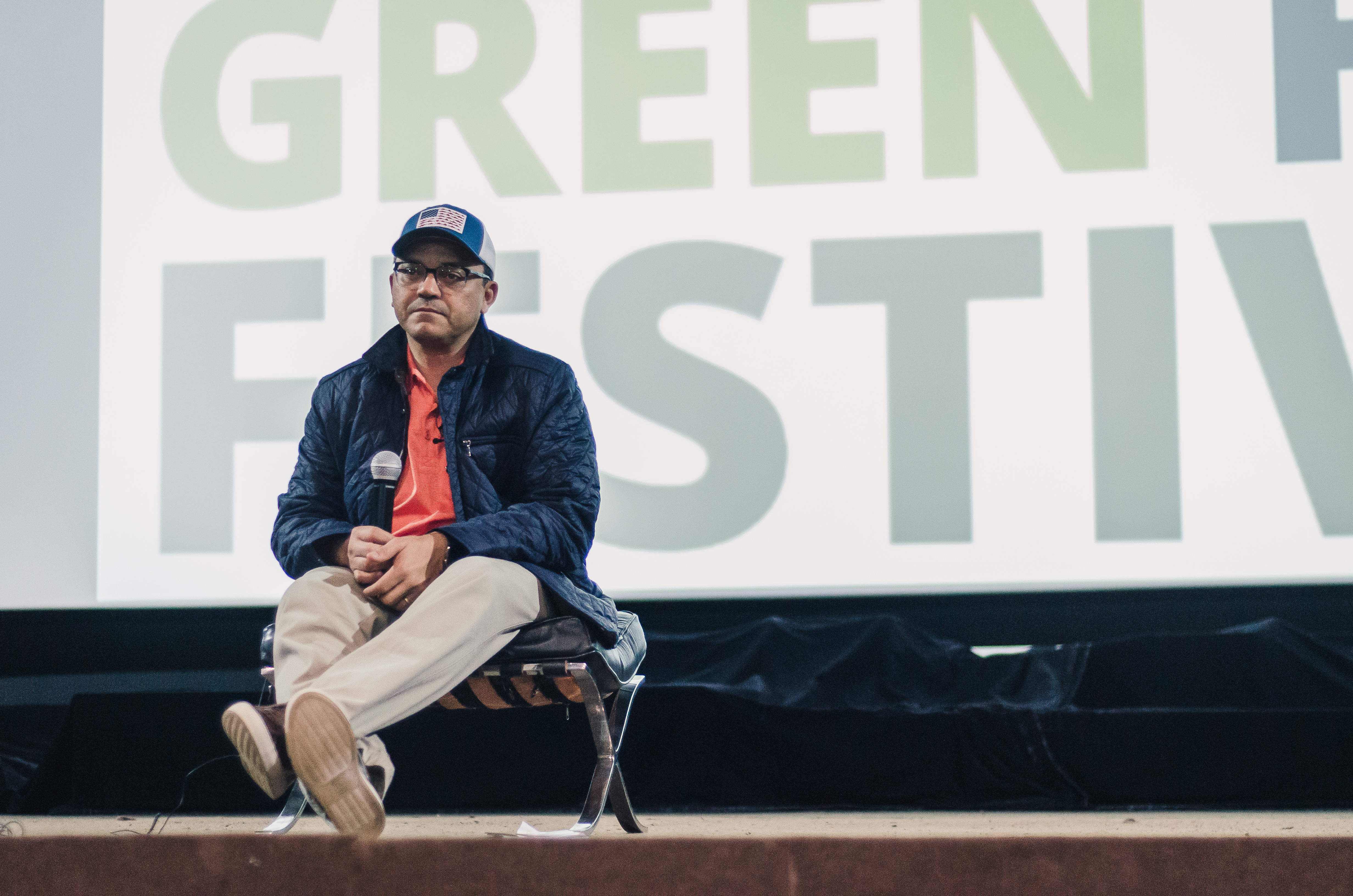
Diretor Marcos Colón na mostra Green Film, no 8° Fórum Mundial da Água, em Brasília. Março/2018

O diretor de Beyond Fordlândia, Marcos Colón, é filho de mãe brasileira, e pai estadunidense, está associado ao Departamento de Espanhol e Português da Universidade do Wisconsin-Madison, e membro do Centro de Cultura, História e Meio Ambiente do Instituto Nelson de Estudos Ambientais. O pesquisador estuda a representação da Amazônia na literatura brasileira do século XX, com foco na obra de Mário de Andrade e uma abordagem ecocrítica. Ao encontrar uma nota em um diário de viagem do modernista, intitulado “O turista aprendiz”, Colón resolveu fazer a visita até o local, através da etapa de campo de sua pesquisa. Daí foi travado o contato da investigação acadêmica com a memória da experiência fordista na bacia do Tapajós, que hoje também é impactada pela cultura em larga escala de soja, sendo o Brasil líder de exportação mundial do grão, tendo superado os Estados Unidos.

### Fordlândia, o eldorado que enferrujou
A localidade conhecida como Fordlândia é uma grande área de terras no interior do estado do Pará. Anteriormente a propriedade pertencia à Henry Ford (1868-1947). Naquela época, o empresário e inventor estadunidense já era símbolo do capitalismo, tendo produzido automóveis desde 1888, quando tinha apenas 25 anos de idade.
Henry Ford nunca visitou o local, mas naquela região do rio Tapajós, ele planejou e executou parte do seu projeto de instalação de uma fábrica de borracha, de vastas plantações de seringueiras, e da criação de uma cidade para suprir as demandas tanto dos trabalhadores e da empresa. O empresário estabeleceu a criação e instalação da Companhia Ford Industrial do Brasil, uma sucursal da Ford Motor Company, e tinha como finalidade atender as demandas principalmente por borracha na cadeia de produção de automóveis. Ainda naquela época, o mundo vivia uma crise pós-ciclo da borracha, que teve o seu auge entre o período de 1880 a 1910.
Na época, o início do projeto só foi possível através da concessão do estado do Pará, uma iniciativa política do então governador Dionísio Bentes, e com aprovação pela Assembleia Legislativa do Pará, em 30 de setembro de 1927. A área às margens do rio Tapajós, compreendia um total de 14.568 km² no município de Aveiro, no interior do estado do Pará. A floresta começou a ser cortada para a criação da cidade e da fábrica no ano seguinte, em 1928.
A finalidade da instalação da fábrica e da plantação de seringueiras era para suprir sua empresa com látex necessário para a fabricação de pneus de seus automóveis, e outros acessórios como correias, uma vez que dependia da borracha produzida na Malásia, uma colônia britânica na época. Os termos do contrato isentavam a Ford Motor Company do pagamento de quaisquer taxas de exportação de diversos produtos como gerados ou extraídos da região, como borracha, látex, pele, couro, petróleo, sementes, e madeira.
Por outro lado, o governo federal brasileiro oferecia pouco apoio na empreitada, muito em função das suspeitas em relação à investimentos estrangeiros na região da Amazônia. Ao longo do processo de operação na região surgiram diversos problemas, como doenças tropicais, e até greves. Na época, Henry Ford ainda tentou transferir as outros investimentos, como realizar a plantação e extração de seringueiras para a região de Belterra, município rio acima, e próximo de Santarém. Por lá, ele acreditava que as condições para o cultivo de seringueiras seriam melhores. No entendo, a partir de 1945, novas tecnologias possibilitaram a fabricação de pneus a partir de derivados de petróleo, o que resultou em um desastre para o empreendimento, causando ainda mais prejuízos, e sendo considerado um sonho cheio de riquezas que no fim deu errado.
Após o falecimento de Henry Ford em 1947, seu neto Henry Ford II, assumiu o comando da empresa nos Estados Unidos, e decidiu encerrar de vez o projeto da fábrica de borracha e de plantação de seringueiras no Brasil. Mesmo com a falência da empresa na região, a localidade continuou ocupada, e foi somente na década de 1990, que Fordlândia se tornou um distrito do município de Aveiro, com uma população estimada em 1.176 habitantes em 2010.

## Produção
Beyond Fordlândia é uma produção audiovisual binacional, tendo o financiamento de instituições de educação estadunidenses, e a colaboração e participação de pesquisadores, e uma equipe composta majoritariamente por brasileiros. O filme foi idealizado, justamente durante o período de estudos e pesquisa de Marcos Colón. Ele assina o roteiro, a direção e produção. Além disso, conta com uma equipe reduzida de profissionais, sendo estes todos paraenses. A fotografia foi feita em conjunto com Bruno Erlan, a edição de Diego Farias, Bruno Erlan, e a música original de Diego Farias. O documentário também conta com uma sequência narrada em inglês por David Hildner. Ele é professor do Departamento de Espanhol e Português da Universidade na Wisconsin-Madison (UW-Madison), nos Estados Unidos, mesma instituição que o diretor, Marcos Colón, faz parte. O documentário conta com entrevistas e depoimentos em português e em inglês.
O projeto teve o apoio e financiamento fornecido pelo Instituto Nelson de Estudos Ambientais, o Centro de Cultura, História e Meio Ambiente (CHE) e do Programa de Estudos da América Latina, Caribe e Ibérica (LACIS) da UW-Madison.
O documentário contou filmagens nas locações em Fordlândia (Aveiro, Pará), no município de Belterra (Pará), no município de Santarém, na localidade de Ipaupixuna e no povoado de Boa Esperança (ambos em Santarém, Pará), entre outras locações.
Marcos Colón, é filho de uma brasileira, e de um estadunidense. Vive há mais de 20 anos nos Estados Unidos, onde leciona na área de literatura hispânica e brasileira na Universidade de Wisconsin-Madison (UW-Madison), além de integrar o Centro de Estudos de História, Cultura e Meio Ambiente do Instituto Nelson de Estudos Ambientais da mesma instituição.

## Elenco
Beyond Fordlândia conta com depoimentos e entrevistas de historiadores, pesquisadores ambientalistas, médicos e agentes de saúde, líderes e representantes indígenas, e pequenos produtores rurais e produtores de soja. O documentário conta com uma grande quantidade de acadêmicos, entre eles professores e especialistas estadunidenses e brasileiros que discorrem sobre o impacto da ocupação da região e os efeitos no ecossistema da Amazônia. Por isso o filme tem depoimentos em inglês e português. Entre alguns dos participantes podem ser destacados, por ordem alfabética:
- Barbara Weinstein (professora e especialista na na Universidade de Nova Iorque, EUA)
- Carlos Correia Santos (artista paraense, natural de Belém, Pará, Brasil)
- David Hildner (narrador do filme, e pesquisador na Universidade Wisconsin-Madison, EUA)
- Erik Jennings (neurocirurgião em Santarém, Pará, Brasil)
- Greg Grandin (professor na Universidade de Nova Iorque, EUA)
- Hélcio Amaral (pesquisador da ocupação da Amazônia brasileira)
- Jesus Paes Loureiro (poeta, escritor e professor na Universidae Federal do Pará - UFPA)
- Joe Jackson (professor e escritor na Universidade Old Dominion)
- Kalysta Borges (médica especilista em oncologia)
- Lúcio Flávio Pinto (jornalista)
- Marcus Barros (especialista e ex-diretor do IBAMA)
- Padre Edilberto Sena (integrante da igreja católica, e natural de Belterra, Pará)
- Padre Sidney Canto (representante da igreja católica em Fordlândia)[11]

## Crítica ambiental do documentário
O documentário Beyond Fordlândia investiga a relação da continuidade do ciclo da borracha por Henry Ford, com os impactos negativos da exploração predatória do agronegócio na Amazônia. Ao longo do filme, somos apresentados à uma visão ambientalista, e de defesa dos recursos da maior floresta tropical do mundo. O diretor busca discutir o como o processo de exploração da região pelo empresário Henry Ford, na época com plantações de seringueiras, abriu espaço para a entrada da monocultura da soja da floresta amazônica. O diretor destaca que o modo de operação não respeitava a natureza, a cultura e o direito dos povos indígenas e originários. Consequentemente isso deixou cicatrizes visíveis ainda hoje, pois incentivou cada vez mais a ocupação e exploração dessa região antes remota da Amazônia.
Marcos Colón destaca que a leniência em relação à esses problemas locais, e que não compreendidos em sua complexidade, muito porque ocorrem a longo prazo. Ele recorre à ideia do termo "violência lenta", do pesquisador Rob Nixon, e sua articulação com os conceitos de ecologia e crítica de Rachel Carson, para a formulação de uma nova abordagem sobre as atividades econômicas predatórias na Amazônia.

## Crítica ao documentário
Para Marilene Corrêa e Marcus Barros, professores e pesquisadores da Universidade Federal do Amazonas, o grande trunfo de Beyond Fordlândia, é o seu caráter de denúncia ao atentado ambiental feito desde a experiência de Henry Ford sobre a Amazônia. A obra estabelece uma relação entre o início da exploração da região pela tentativa de estabelecer um novo ciclo da borracha da região no início do século XX, até os dias atuais com a exploração da terra pelo agronegócio da monocultura. O cineasta e pesquisador, Marcos Colón, intensifica o discurso ao expor que a empreitada econômica de Henry Ford na floresta, foi na verdade, uma intervenção devastadora que não trouxe benefícios significativos em termos de bem-estar ou riqueza material para a população local, em especial aos povos indígenas e comunidades tradicionais, e sim, contribuiu para a manutenção da riqueza e influência da família Ford, a despeito do fracasso em manter o empreendimento.
A jornalista Carolina Lisboa, destaca o debate levantado por Marcos Colón sobre o processo chamada de violência lenta, em que acontece diante dos nossos olhos, mas não vemos devido a complexidade, como por exemplo o uso de agrotóxicos. Ao longo do filme, destaca-se que essa violência ocorre em diversos níveis, sendo uma violência contra o meio ambiente, contra a cultura, contra o ser humano. O cineasta ainda afirma que essa violência se arrasta por anos, mas não pode ser ignorada por quem a vive, nem pelo agentes públicos.
Além disso, Beyond Fordlândia pode ser compreendido como um documentário ambientalista e acadêmico, justamente por estar relacionado com o trabalho de pesquisa do diretor. Assim, o filme é repleto de depoimentos de pesquisadores e professores especialistas, muitos colegas, e ainda assim, carrega ainda um registro poético e imagético da região em consequência do grande envolvimento de Marcos Colón na realização do filme.
A produção audiovisual também foi destaque por ganhar três prêmios seguidos em contextos internacionais, sendo motivo para continuar no circuito, e engajar o público pela causa ambiental. Por essas razões, os professores e pesquisadores da UFAM, Marilene Corrêa e Marcus Barros, destacam que o filme pode ser um exemplo no exame de novas incursões exploratórias na Amazônia, e uma referência importante para se pensar as relações de interferência e abandono de comunidades, e como isso afeta a cultura e sociedade local.

## Lançamento e circulação em festivais de cinema
O documentário Beyond Fordlândia foi lançado oficialmente na cidade do Rio de Janeiro (RJ), durante uma sessão especial do Festival Filmambiente, em 14 de novembro de 2017. Durante seu primeiro ano de lançamento, o filme foi exibido em prestigiados festivais e instituições de pesquisa, incluindo a programação de cinema do 8° Fórum Mundial da Água, bem como durante o Beloit International Film Festival, em março de 2018, nos Estados Unidos. As exibições foram bem recebidas pelos público de espectadores, e grande parte ficou surpresa com o histórico apresentado no filme, e até sensibilizados com a gravidade dos impactos e danos da ocupação nessa parte isolada da floresta amazônica.
Posteriormente o documentário percorreu o circuito internacional de festivais de cinema, focado especialmente em filmes que abordam a causa ambiental. As exibições ocorrem principalmente nos Estados Unidos, na Europa e no Brasil.
O lançamento comercial ficou por conta da Amazônia Latitude, uma plataforma de conhecimento científico e artístico com foco no meio ambiente e na região amazônica.

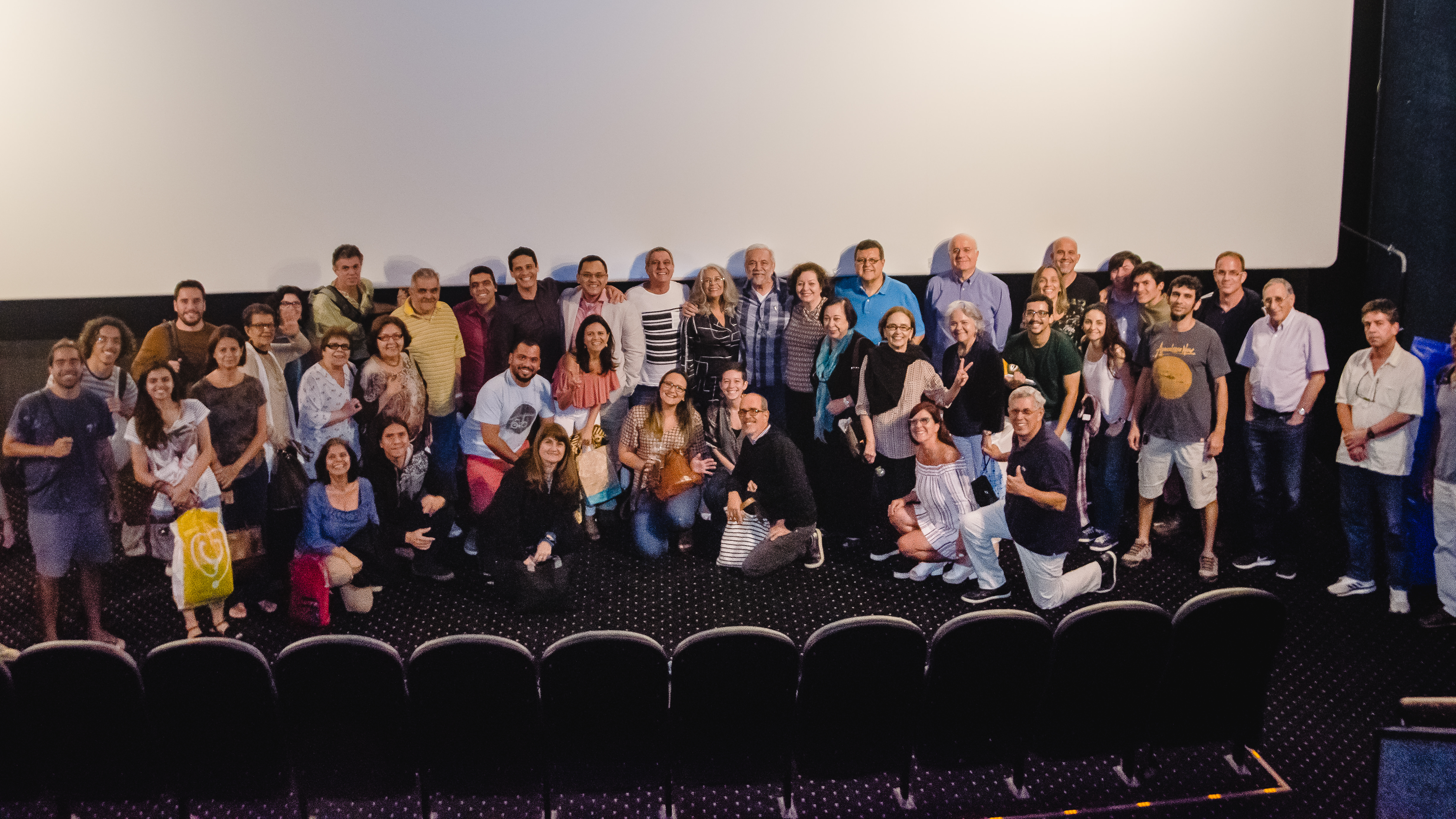
Estreia de Beyond Fordlândia no Festival Filmambiente, no Rio de Janeiro, em 14 de novembro de 2017.

## Principais prêmios de cinema
- Prêmio Impact Docs Awards, 2017.
- Melhor documentário em longa-metragem - Cabo Verde International Film Festival, outubro de 2017.
- Melhor documentário de conscientização - Golden Sun WWF, International Environmental Film Festival (FICMA), Barcelona, Espanha, novembro de 2017.
- Melhor diretor - Golden Sun WWF - International Environmental Film Festival (FICMA), novembro de 2017.
- Prêmio de cineasta estreante, Princeton Environmental Film Festival, abril de 2018.
- Prêmio Green Image, Green Image Film Festival, Tóquio, Japão, março de 2018.
- Melhor cineasta estreante, Geneva Film Festival, março de 2018.
- Prêmio de melhor longa-metragem, Grand Rapids Film Festival, Estados Unidos, 2018.[1]